# Mel Schacher

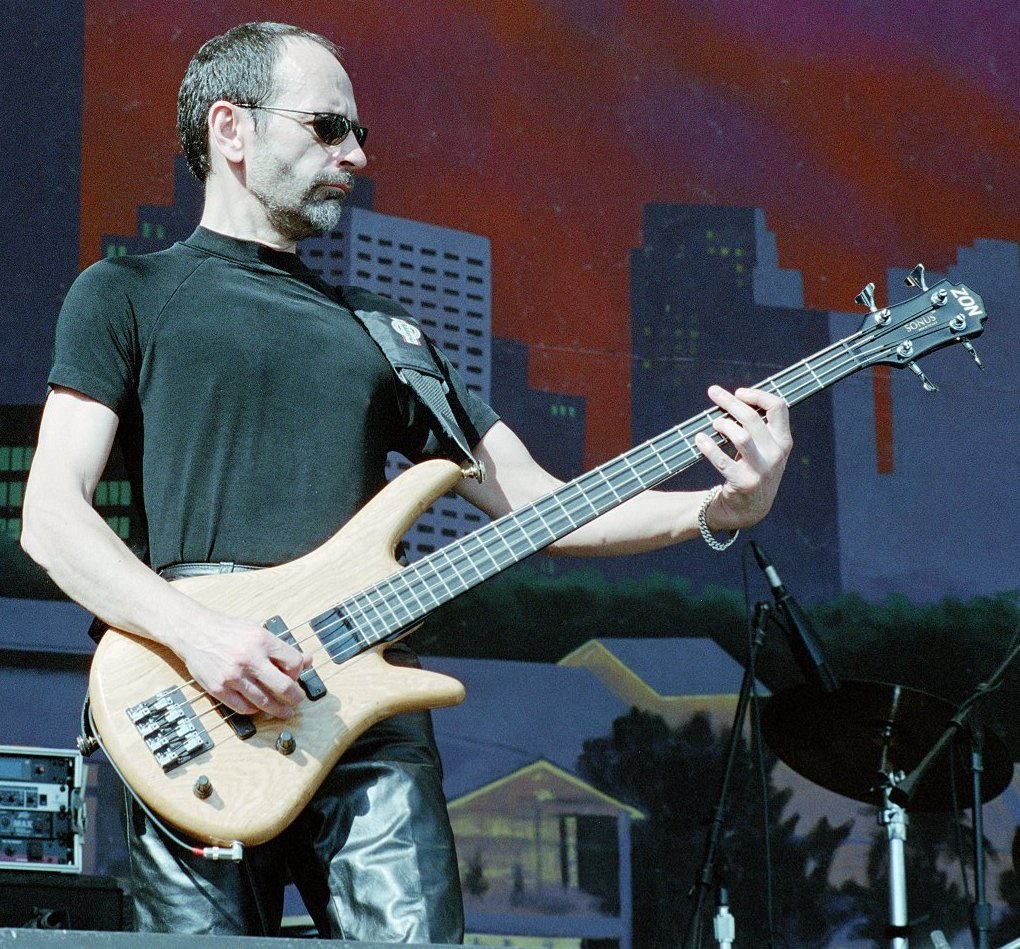
Mel Schacher på Gulfstream Park, Hallendale, Florida 2002.

Mel Schacher, född 3 april 1951, är en amerikansk basist, originalmedlem i gruppen Grand Funk Railroad.
Schacher började sin musikaliska bana i garagerock-bandet ? and the Mysterians. År 1968, endast 17 år gammal, bildade han powertrion Grand Funk Railroad tillsammans med Mark Farner och Don Brewer. Mark och Don gillade Mels bas-stil, som vid denna tid bäst kan beskrivas som "lead bass".
Grand Funk Railroad blev snabbt en av det tidiga 1970-talets mest populära grupper och var under sina första år mycket aktiv med flera skivsläpp årligen och ett i det närmaste konstant turnerande. Schacher spelade en mycket viktig roll för Grand Funk Railroads sound, med ett kraftigt distat fuzzbas-sound framfört på högsta volym.
Vid den här tiden spelade Schacher på en modifierad Fender Jazz Bass (där halspickupen bytts ut till en humbuckermikrofon). Han använde sig av en West Fillmore rörförstärkare på 200 Watt kopplad till totalt 8 st 15" högtalarelement av typen JBL D140F.
För det mesta spelade Mel Schacher med plektrum, men ibland när han ville ha ett lite mjukare sound (som till exempel på låten "Closer to Home") bytte han och spelade med fingrarna.
Under Grand Funk Railroads senare karriär tonade Mel ner sin aggressiva bas-stil och intog en mer anonym roll i bandet, som det laget hade bytt sound till en mer kommersiell topp-10 framtoning.
Mel Schacher lämnade Grand Funk Railroad i samband med att gruppen officiellt splittrades år 1976 och tackade sedan nej till att delta i ett återföreningsförsök som gjordes 1981, enligt uppgift berodde detta på att Schacher lider av flygrädsla. Han ersattes då temporärt av Dennis Bellinger.
Under resten av 1980-talet och början av 1990-talet uppges Schacher ha försörjt sig bl.a. som bilförsäljare.
Schacher återförenades dock med Farner och Brewer år 1997 och gjorde ett antal turnéer, främst i USA. Han spelar än idag 2008 fortfarande med Grand Funk Railroad, Mark Farner har dock slutat och ersatts av Max Carl och Bruce Kulick.